# Australian Institute of Sport
The Australian Institute of Sport (AIS) är en institution för träning av sport i Australien med träning och anläggningar i världsklass. Institutets huvudkvarter öppnade 1981 och ligger i Canberra, Australiens huvudstad. Det 66 hektar stora campuset ligger i den norra förorten Bruce, även om vissa av institutets program är placerade i andra australiska städer. Det är en del av Australian Sports Commission.